# Megan Meier
Megan Taylor Meier (O'Fallon, 6 novembre 1992 – Dardenne Prairie, 17 ottobre 2006) è stata una vittima statunitense del cyberbullismo morta suicida.

## Informazioni biografiche
Megan Meier nacque nella città di O'Fallon il 6 novembre 1992.
Secondo le informazioni date alla stampa dalla madre e dai suoi conoscenti, Megan Meier aveva come hobby il nuoto e la musica rap ed amava i cani ed i ragazzi educati. Tuttavia non ebbe un'infanzia facile: alta circa 167 centimetri, pesava 95 kg e questo la obbligava ad una serie di diete ferree che la resero triste e taciturna. Inoltre sin dall'asilo e dalle scuole elementari fu vittima di bullismo e fu costretta a cambiare scuole in entrambi i casi. Queste continue derisioni le causarono un dissidio interiore e all'età di 8 anni disse alla madre che voleva suicidarsi. A quel punto fu mandata da uno psichiatra che le diagnosticó  la Sindrome da deficit di attenzione e iperattività ed una sindrome depressiva abbastanza acuta. Tutto ciò durò finché non cominciò a frequentare una scuola media privata dove erano assenti atti di bullismo.

## La morte
Megan aprì un account su MySpace sotto tutela dei genitori, e nel sito ricevette un messaggio da "Josh Evans": Josh asseriva di essere un ragazzo sedicenne, carino e simpatico, irresistibilmente attratto da lei. Egli inoltre affermava di vivere come lei nella città di O'Fallon, di essere uno studente e di non possedere un numero telefonico personale.
Il 16 ottobre del 2006 Josh cambiò tono nei confronti di Megan e scrisse frasi ingiuriose del tipo "Tutti sanno chi sei. Sei una persona cattiva e tutti ti odiano. Che il resto della tua vita sia schifosa"; "Megan è una prostituta"; "Megan è grassa" e soprattutto "Il mondo sarebbe un posto migliore senza di te". Disperata da questo cambio repentino di umore, la ragazza si tolse la vita impiccandosi in camera sua.

## La scoperta dei responsabili
In seguito si è scoperto che Josh Evans non esisteva: a inventarsi questo personaggio erano stati due vicini di casa e in particolare una signora di nome Lori Drew: a scoprirlo fu un'altra vicina di casa, che ammise anche le responsabilità della propria figlia (rea, a suo dire, di aver mandato l'ultimo infamante messaggio). Il 15 maggio 2008, un Grand jury federale ha disposto il rinvio a giudizio di Lori Drew per aver commesso reati quali l'accesso non autorizzato a reti informatiche protette al fine di ottenere informazioni necessarie a provocare disagio emozionale a terzi, e la cospirazione per commettere crimini.
Il 16 novembre 2008, Lori Drew è stata giudicata colpevole in merito al primo capo d'accusa, l'accesso non autorizzato a computer protetti, derubricato però a reato lieve (misdemeanor) dall'originale imputazione di crimine aggravato (felony), mentre per il secondo, la cospirazione, la giuria popolare non è stata in grado di raggiungere un verdetto unanime e il capo d'accusa è stato dunque accantonato. L'eco del caso ha tuttavia mosso numerose giurisdizioni locali e statali negli Stati Uniti, nonché il Governo Federale, a rivedere i codici penali per inserirvi il reato di molestie tramite Internet.